# Jošiiči Watanabe
Jošiiči Watanabe (* 5. duben 1954) je bývalý japonský fotbalista.

## Klubová kariéra
Hrával za Toyo Industries.

## Reprezentační kariéra
Jošiiči Watanabe odehrál za japonský národní tým v roce 1979 celkem 6 reprezentačních utkání.

## Statistiky
| Japonsko | Japonsko | Japonsko |
| Roky     | Záp.     | Góly     |
| -------- | -------- | -------- |
| 1979     | 6        | 1        |
| Celkem   | 6        | 1        |